# Käferhölzlein und Eichelberg
Käferhölzlein und Eichelberg (amtlich: Käferhölzlein u.Eichelberg) ist eine Gemarkung im Landkreis Erlangen-Höchstadt.
Die Gemarkung liegt vollständig auf dem Gemeindegebiet von Heßdorf und hat eine Fläche von 0,498 km². Sie ist in 20 Flurstücke aufgeteilt, die eine durchschnittliche Fläche von 24878,74 m² haben.
Die Gemarkung besteht aus zwei Teilflächen, die jeweils annähernd die historischen Flurnamen Keferhölzlein und Eichelberg repräsentieren. Käferhölzlein und Eichelberg waren jeweils ein eigenes gemeindefreies Gebiet im Landkreis Höchstadt an der Aisch und wurden 1966 zum gemeindefreien Gebiet Käferhölzlein u.Eichelberg zusammengefasst.